# Tegostoma burtoni
Tegostoma burtoni — вид лускокрилих комах родини вогнівок-трав'янок (Crambidae). Описаний у 2022 році.

## Назва
Назва виду burtoni походить від імені Джона Ендрю Бертона, всесвітнього захисника природи, за його підтримку створення природних заповідників у Вірменії. Його заслугою є створення Арцахського природного фонду і те, що в межах Кавказького заповідника охороняється понад 30 тис. га унікальних біотопів.

## Поширення
Ендемік Вірменії. Поширений неподалік села Ґораван.